# Lauberhof
Der Lauberhof ist eine Annexe der Ortsgemeinde Trippstadt und als Wohnplatz ausgewiesen.

## Lage
Der Lauberhof befindet sich im Süden des Gemeindegebiets. Fast unmittelbar nördlich schließt sich die Annexe Gutenbrunnen an, von der sie durch die Moosalbe getrennt ist.

## Geschichte
Der Ort wurde im Jahr 1174 als Gut „Loyben“ zum ersten Mal urkundlich erwähnt und ist damit älter als der Kernort von Trippstadt. Zunächst gehörte er zum Kloster Hornbach und später zum Kloster Eußerthal. Danach wandelte sich der Name zu „Laberhof“; seit 1772 ist die Bezeichnung „Lauberhof“ üblich. 
Ab 1740 siedelten sich auf dem Hof Mennoniten an. 1928 hatte der Ort 17 Einwohner, die in drei Wohngebäuden lebten.

## Bauwerke
Das älteste erhaltene Gebäude stammt aus dem 18. Jahrhundert. Beim Haus mit der Nummer drei befindet sich ein denkmalgeschützter Backofen aus dem Jahr 1886.

## Verkehr
Fast unmittelbar südlich des Ortes verläuft die Landesstraße 500.